# Кубок Молдови з футболу 1994—1995
Кубок Молдови з футболу 1994–1995 — 4-й розіграш кубкового футбольного турніру в Молдові. Титул втретє поспіль здобув Тилігул (Тирасполь).

## 1/4 фіналу
| Команда 1                   | Заг.    | Команда 2           | 1-й матч | 2-й матч |
| --------------------------- | ------- | ------------------- | -------- | -------- |
| Конструктурул (Кишинів) (2) | 1:6     | Тилігул (Тирасполь) | 0:4      | 1:2      |
| Олімпія (Бєльці)            | 1:4     | Зімбру              | 0:3      | 1:1      |
| Ністру (Атаки)              | 1:1 (ч) | МХМ-93 (Кишинів)    | 1:1      | 0:0      |
| Кодру (Келераш)             | +:-     | Буджак (Комрат)     | +:-      | +:-      |

## 1/2 фіналу
| Команда 1        | Заг. | Команда 2           | 1-й матч | 2-й матч |
| ---------------- | ---- | ------------------- | -------- | -------- |
| МХМ-93 (Кишинів) | 0:3  | Тилігул (Тирасполь) | 0:0      | 0:3      |
| Зімбру           | 4:1  | Кодру (Келераш)     | 4:0      | 0:1      |

## Фінал
| 21 травня 1995 |

| Тилігул (Тирасполь) | 1:0      | Зімбру |
| ------------------- | -------- | ------ |
| А.Строєнко 82'      | Протокол |        |

| Республіканський стадіон, Кишинів Глядачів: 6 000 Арбітр: Володимир Антонов |